# Vicky Kaya
Vicky Kaya (in greco Βίκυ Καγιά) (4 giugno 1978) è una conduttrice televisiva e modella greca.

## Biografia
È apparsa sulle copertine di molte riviste di moda tra cui Vogue, Esquire, Madame Figaro, Marie Claire ed Elle. Nel 2005 ha recitato nel film Sirens in the Aegean, produzione diretta da Nikos Perakis che ha ottenuto un buon successo in Grecia.
Dal 2009 presenta l'edizione greca del programma televisivo Next Top Model. In passato è stata anche la presentatrice dell'edizione greca di So You Think You Can Dance e del concorso Miss Grecia. Ha al suo attivo alcune partecipazioni come attrice.

## Agenzie
- Wiener Models
- Modelwerk
- East West Models
- Unity Models
- Factor Women - Chicago